# Sári Barabás
Sári Barabás [ˈʃaːrɪ ˈbɒrɒbaːʃ] (* 14. März 1914 in Budapest; † 16. April 2012 in Grünwald bei München) war eine ungarisch-deutsche Opern- und Operettensängerin (Sopran).

## Leben
Barabás begann ihre Karriere als Balletttänzerin. Bereits mit sieben Jahren tanzte sie im Budapester Kinderballett. Zwölf Jahre später war sie die Primaballerina des dortigen Operettenhauses. Ein schwerer Unfall beendete ihre tänzerische Laufbahn. Sári Barabás studierte daraufhin in ihrer Heimatstadt Gesang. Im Alter von 25 Jahren debütierte sie 1939 als Gilda in Giuseppe Verdis Oper Rigoletto an der Nationaloper Budapest.
Nach ihrer Flucht aus Ungarn (1948) hatte Barabás zunächst Engagements am Stadttheater Zürich (1948–1950) und an der Wiener Volksoper (1949–1950); sie ließ sich dann in München nieder. Hier wirkte sie zuerst für den Bayerischen Rundfunk und sang an der Oper Frankfurt und am Staatstheater Wiesbaden. 1952 sang sie im Prinzregententheater mit großem Erfolg die Königin der Nacht in der Oper Die Zauberflöte. Intendant Rudolf Hartmann engagierte Barabás an die Bayerische Staatsoper (Festengagement 1955–1959; als Gast bis 1965) sowie an das Staatstheater am Gärtnerplatz. Barabás war von 1954 bis 1960 dort festes Ensemblemitglied; bis 1971 trat sie regelmäßig am Staatstheater am Gärtnerplatz weiterhin als Gast auf. Dort gehörte zu ihren Glanzpartien die der Sylva Varescu in der Operette Die Csárdásfürstin, die sie auf vielen nationalen und internationalen Musikbühnen sang.
Sári Barabás, die auch das gehobene Unterhaltungslied pflegte, hatte Auftritte in Frankreich, England, Italien, Österreich, in der Schweiz und mehrmals in den USA. 1950 gastierte sie an der San Francisco Opera als Königin der Nacht. 1951 spielte sie als Madame Dubarry an der Seite von Willy Fritsch in dem Film Die Dubarry.
Sie gastierte an der Wiener Staatsoper (1949–1961), an der Covent Garden Opera (Spielzeit 1951/1952 als Gilda und als Königin der Nacht), beim Maggio Musicale Fiorentino (1952 als Adele in Le comte Ory von Gioacchino Rossini), beim Glyndebourne Festival (1953 als Konstanze in Die Entführung aus dem Serail, 1954–1958 als Adele in Le comte Ory und 1957 als Zerbinetta in Ariadne auf Naxos) und an der Deutschen Oper Berlin (1956–1958). 
In den 1960er Jahren stand sie erfolgreich bei den Seefestspielen Mörbisch am Neusiedler See auf der Bühne. Sie wirkte in Viktoria und ihr Husar (1960), Die Csárdásfürstin (1961), Die lustige Witwe sowie Venus in Seide (1967) mit. Ebenso sang sie 1969 in London in dem Musical The Great Waltz. 
1963 wurde ihr der Titel der Kammersängerin verliehen. Sie hat mit Gesangskolleginnen und -kollegen des Gärtnerplatztheaters, wie z. B. Ferry Gruber, Rosl Schwaiger und Harry Friedauer zahlreiche Schallplatten aufgenommen. 1978 beendete Barabás ihre Bühnenkarriere mit der Titelrolle in dem Broadway-Musical Hello, Dolly! am Staatstheater am Gärtnerplatz. Ihren letzten großen internationalen Auftritt hatte die Künstlerin 1991 in der Carnegie Hall. Dort sang sie anlässlich des 100. Geburtstages von Richard Tauber das bekannte Lied Frag' nicht, warum ich gehe (Das Lied ist aus) von Robert Stolz. 
Am 20. Dezember 1998 kehrte sie, 85-jährig, nochmals auf die Bühne des Münchner Gärtnerplatztheaters zurück und übernahm eine Sprechrolle als Fürstin Anhilte in der Operette Die Csárdásfürstin von Emmerich Kálmán. In dieser Rolle nahm Barabás, die „Ikone des Hauses“, am 2. Juni 2007 endgültig Abschied von der Bühne.
Für ihre Verdienste für das Theater am Gärtnerplatz wurde sie 1999 von Bayerns Kunstminister Hans Zehetmair zum Ehrenmitglied des Theaters ernannt. Im Rahmen der Ernennung unterzeichneten Barabás sowie Staatsintendant und Chefdramaturg des Hauses, Klaus Schultz, die Stiftungsurkunde für einen Sári Barabás Fonds, aus dem Künstler des Gärtnerplatztheaters unbürokratisch Hilfe erhalten sollen.
Sári Barabás war seit 1956 in zweiter Ehe mit dem Tenor Franz Klarwein (1914–1991) verheiratet, mit dem sie oft zusammen auf der Bühne und im Konzertsaal stand. 2012 starb Barabás im Alter von 98 Jahren an den Folgen eines Schlaganfalls.

## Diskografie (Auswahl)
Sari Barabas auf CD
- Sari Barabas – Ein Sängerporträt Uracant
- Dostal, Nico – Clivia (Querschnitt) EMI Operettenmelodien
- Dostal, Nico – Die ungarische Hochzeit (Querschnitt) EMI Operettenmelodien
- Fall, Leo – Die Dollarprinzessin (Querschnitt) EMI Operettenmelodien
- Fall, Leo – Der liebe Augustin (Melodienfolge) EMI Operettenmelodien
- Kálmán, Emmerich – Die Csárdásfürstin (Kurzfassung) EMI Operettenmelodien
- Kálmán, Emmerich – Gräfin Mariza (Kurzfassung) EMI Operettenmelodien
- Mozart, Wolfgang Amadeus – Die Entführung aus dem Serail (Gesamtaufnahme) Walhall
- Rossini, Gioachino – Der Barbier von Sevilla (Gesamtaufnahme) Walhall
- Rossini, Gioachino – Le comte Ory (Gesamtaufnahme) EMI
- Schröder, Friedrich – Hochzeitsnacht im Paradies (Querschnitt) EMI Operettenmelodien
- Champagner Operette – Rudolf Schock EMI
- Focus Operette – Das Beliebteste & Schönste EMI

## Filme
- 1951: Die Dubarry (u. a. mit Willy Fritsch, Albert Lieven, Inge Meysel)
- 1963: Berlin Melodie (Eröffnungssendung des ZDFs; u. a. mit O. W. Fischer, Hildegard Knef, Curd Jürgens)

## Auszeichnungen
- 1980: Verdienstkreuz am Bande der Bundesrepublik Deutschland
- 2002: Bayerischer Verdienstorden[3]